# あの虹をつかもう!
『あの虹をつかもう!』（あのにじをつかもう）は、1972年5月17日から同年9月27日までTBS系列局で放送されていたTBS製作の歌謡番組である。放送時間は毎週水曜 19:30 - 20:00 （日本標準時）。

## 概要
当時は毎年600人にも及ぶ新人歌手たちが誕生し、ある者がスターになる一方で大勢の者が消えていったが、この番組はそうした新人歌手たちの中からTBSのオーディションで優秀な成績を収めた歌手を出演させていた。司会は水前寺清子、佐良直美、和田アキ子が務めていた。